# Chiroteuthis veranyi
Espèce
Statut de conservation UICN

 LC  : Préoccupation mineure
Chiroteuthis veranyi est une espèce de calmar.

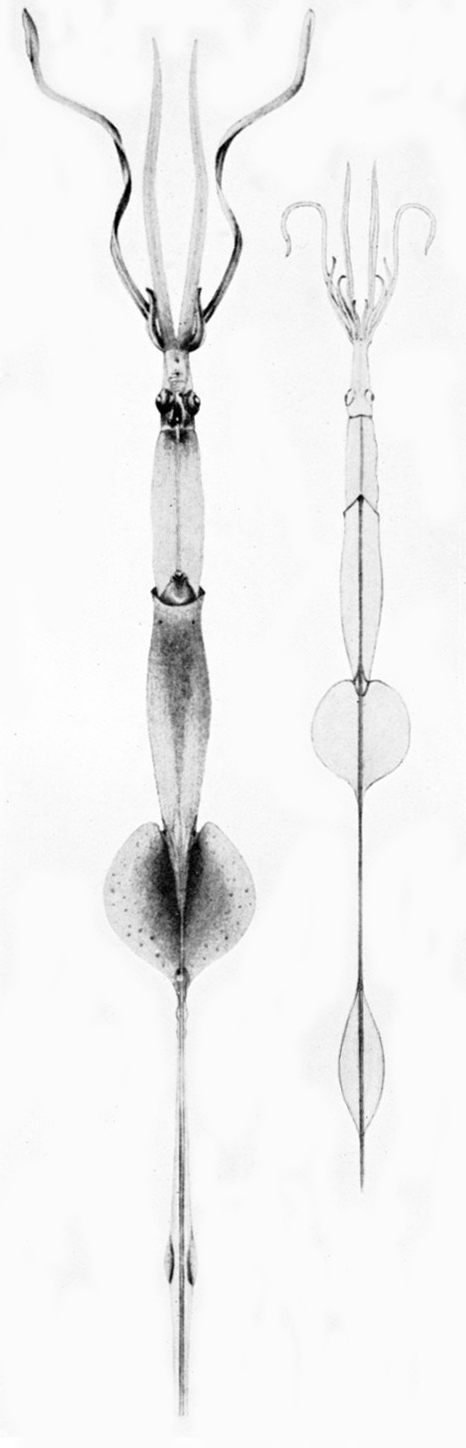
Chiroteuthis veranyi juvéniles

## Sous-espèces
- Chiroteuthis veranyi lacertosa Verrill, 1881
- Chiroteuthis veranyi veranyi (Férussac, 1834)